# Ibituruna
Ibituruna este un oraș în Minas Gerais (MG), Brazilia.